# هاريسون كيلي
هاريسون كيلي هو سياسي أمريكي، ولد في 12 مايو 1836 في Montgomery Township, Wood County, Ohio ‏ في الولايات المتحدة، وتوفي في 24 يوليو 1897. نشط حزبياً في الحزب الجمهوري. وقد انتخب عضو مجلس ولاية كانساس ‏ وانتخب عضو مجلس نواب كنساس ‏ وانتخب عضو مجلس النواب الأمريكي.